# Onobrychis angustifolia
Onobrychis angustifolia là một loài thực vật có hoa trong họ Đậu. Loài này được Chinth. miêu tả khoa học đầu tiên.